# Бретт Лебда
Бретт Лебда (англ. Brett Lebda, нар. 15 січня 1982, Баффало Гроув) — американський хокеїст, що грав на позиції захисника. Грав за збірну команду США.
Володар Кубка Стенлі. 

## Ігрова кар'єра
Хокейну кар'єру розпочав 2000 року в ХЛСШ. У сезоні 2000/01 захищає кольори хокейної команди Університету Нотр-Дам (НКАА). У складі студентської команди виступає до 2004 року. Згодом укладає контракт із клубом АХЛ «Гранд Репідс Гріффінс».
У сезоні 2005/06 дебютує в складі «Детройт Ред-Вінгс», де його партнером, зокрема був відомий захисник Кріс Челіос. У складі «червоних крил» у 2008 виграє Кубок Стенлі.
7 липня 2010 підписує дворічний контракт з «Торонто Мейпл-Ліфс» у складі яких відіграв лише сезон та вирушив до клубу «Спрингфілд Фелконс» (АХЛ). 
У січня 2012 його агент запропонував однорічний контракт (фактично до завершення поточного сезону) з клубом НХЛ «Колумбус Блю-Джекетс». Бретт відіграв у складі «синіх жакетів» 30 матчів.  
Сезон 2012/13 Лебда захищав кольори двох клубів АХЛ «Рокфорд АйсГогс» і «Бінгхемптон Сенаторс», де і завешив свою ігрову кар'єру.
Був гравцем молодіжної збірної США, у складі якої брав участь у 7 іграх. Виступав за національну збірну США.

## Нагороди та досягнення
- Володар Кубка Стенлі в складі «Детройт Ред-Вінгс» — 2008.

## Статистика

### Клубні виступи
| Сезон        | Клуб                    | Ліга         | Регулярний сезон | Регулярний сезон | Регулярний сезон | Регулярний сезон | Регулярний сезон | Плей-оф | Плей-оф | Плей-оф | Плей-оф | Плей-оф |
| Сезон        | Клуб                    | Ліга         | І                | Г                | П                | О                | ШХ               | І       | Г       | П       | О       | ШХ      |
| ------------ | ----------------------- | ------------ | ---------------- | ---------------- | ---------------- | ---------------- | ---------------- | ------- | ------- | ------- | ------- | ------- |
| 2000–01      | «Чикаго Стіл»           | ХЛСШ         | 1                | 0                | 0                | 0                | 0                | —       | —       | —       | —       | —       |
| 2000–01      | Університет Нотр-Дам    | НКАА         | 39               | 7                | 19               | 26               | 109              | —       | —       | —       | —       | —       |
| 2001–02      | Університет Нотр-Дам    | НКАА         | 34               | 6                | 8                | 14               | 54               | —       | —       | —       | —       | —       |
| 2002–03      | Університет Нотр-Дам    | НКАА         | 40               | 7                | 14               | 21               | 48               | —       | —       | —       | —       | —       |
| 2003–04      | Університет Нотр-Дам    | НКАА         | 39               | 6                | 18               | 24               | 42               | —       | —       | —       | —       | —       |
| 2003–04      | «Гранд Репідс Гріффінс» | АХЛ          | 6                | 0                | 1                | 1                | 0                | 4       | 0       | 0       | 0       | 2       |
| 2004–05      | «Гранд Репідс Гріффінс» | АХЛ          | 80               | 2                | 10               | 12               | 34               | —       | —       | —       | —       | —       |
| 2005–06      | «Гранд Репідс Гріффінс» | АХЛ          | 25               | 4                | 14               | 18               | 42               | 11      | 1       | 4       | 5       | 8       |
| 2005–06      | «Детройт Ред-Вінгс»     | НХЛ          | 46               | 3                | 9                | 12               | 20               | 6       | 0       | 0       | 0       | 4       |
| 2006–07      | «Детройт Ред-Вінгс»     | НХЛ          | 74               | 5                | 13               | 18               | 61               | 12      | 0       | 2       | 2       | 8       |
| 2007–08      | «Детройт Ред-Вінгс»     | НХЛ          | 78               | 3                | 11               | 14               | 48               | 19      | 0       | 2       | 2       | 6       |
| 2008–09      | «Детройт Ред-Вінгс»     | НХЛ          | 65               | 6                | 10               | 16               | 48               | 23      | 0       | 6       | 6       | 22      |
| 2009–10      | «Детройт Ред-Вінгс»     | НХЛ          | 63               | 1                | 7                | 8                | 24               | 2       | 0       | 0       | 0       | 0       |
| 2010–11      | «Торонто Мейпл-Ліфс»    | НХЛ          | 41               | 1                | 3                | 4                | 14               | —       | —       | —       | —       | —       |
| 2011–12      | «Спрингфілд Фелконс»    | АХЛ          | 26               | 1                | 9                | 10               | 18               | —       | —       | —       | —       | —       |
| 2011–12      | «Колумбус Блю-Джекетс»  | НХЛ          | 30               | 1                | 3                | 4                | 14               | —       | —       | —       | —       | —       |
| 2012–13      | «Рокфорд АйсГогс»       | АХЛ          | 27               | 0                | 11               | 11               | 18               | —       | —       | —       | —       | —       |
| 2012–13      | «Бінгхемптон Сенаторс»  | АХЛ          | 32               | 3                | 15               | 18               | 23               | 3       | 0       | 0       | 0       | 12      |
| Усього в НХЛ | Усього в НХЛ            | Усього в НХЛ | 397              | 20               | 56               | 76               | 229              | 62      | 0       | 10      | 10      | 40      |

### Збірна
| Рік              | Команда          | Турнір           | Місце            | І | Г | П | О | ШХ |
| ---------------- | ---------------- | ---------------- | ---------------- | - | - | - | - | -- |
| 2002             | США              | МЧС              | 5-е              | 7 | 2 | 0 | 2 | 6  |
| Молодіжна збірна | Молодіжна збірна | Молодіжна збірна | Молодіжна збірна | 7 | 2 | 0 | 2 | 6  |